# Klejtrup-stenen
Klejtrup-stenen er en runesten, som blev fundet under førstegangspløjning af et engstykke ved nordenden af Klejtrup Sø i 1978. Skønt noget tydede på, at stenen oprindeligt var rejst på fundstedet tæt ved vej eller vadested, viste senere udgravninger, at stenen har ligget i sandet i det lave vand sammen med bl.a. en stor kløvet sten og skærver fra stentilhugning tæt ved store stolper, måske fra en bådebro (C14-dateret til ca. 1150). Det tyder på, at stenen ikke står på sin oprindelige plads, men f.eks. kan være tabt under transport. Stenen må have indgået i et anlæg af mindst to sten, siden første del af indskriften mangler. Runestenen er nu rejst få meter fra fundstedet.

## Indskrift
| Translitteration | : auk : ift : ąmunta : : sunaR : sun : sin : |
| Transskription   | Ok æft Āmunda sunaR sun sin.                 |
| Oversættelse     | Og efter Åmunde sin sønnesøn.                |

Indskriften er ordnet i parallelordning i to rækker og læses nedefra og op. Den er den eneste danske runesten, som er rejst af en bedstefar efter sin sønnesøn. Navnet Åmunde kendes også fra Runestenen Århus 1.